# Stazione di Montelupo-Capraia
La stazione di Montelupo-Capraia è una fermata ferroviaria situata sulla linea Leopolda che collega Firenze con Pisa.

## Storia
Inaugurata nel 1848 come stazione, fu declassata a fermata impresenziata l'11 dicembre 2005.
La stazione, pur trovandosi nel centro storico di Montelupo Fiorentino, serve anche la vicinissima Capraia e Limite che si trova sulla sponda opposta del fiume Arno.

## Strutture e impianti
La stazione dispone di 2 binari dotati di marciapiedi per il servizio passeggeri con un traffico esclusivamente regionale. Normalmente non è presenziata da personale ferroviario, per la sicurezza dell'attraversamento dei binari è servita da un sottopassaggio pedonale.

## Movimento
La stazione è servita da treni regionali di Trenitalia per Pisa Centrale, Livorno Centrale, Firenze Santa Maria Novella, Empoli, La Spezia Centrale, Firenze Castello, Siena e Campiglia Marittima.

## Servizio
Le banchine a servizio dei binari sono collegate tra loro tramite un sottopassaggio pedonale.
Nella stazione sono presenti:
- Biglietteria automatica
- Sala d'attesa[3]

## Interscambi
- Fermata autobus[3]